# Cattleya praestans
Cattleya praestans é uma espécie de planta do gênero Cattleya e da família Orchidaceae.  
Pertence a Cattleya séries Hadrolaelia. Esta espécie ocorre apenas no Espírito Santo e é bastante similar a Cattleya pumila, da qual se separa pelo labelo sem cristas e com o ápice dos lobos laterais se curvando e sobrepondo por cima da coluna em forma de trombeta.  Floresce no inverno, geralmente mais tardia que C. pumila.  

## Taxonomia
A espécie foi descrita em 2008 por Cássio van den Berg. 
Os seguintes sinônimos já foram catalogados:  
- Laelia praestans  Rchb.f.
- Laelia praestans candida  L.Linden
- Bletia praestans  (Rchb.f.) Rchb.f.
- Hadrolaelia praestans  (Rchb.f.) Chiron & V.P.Castro
- Laelia pumila praestans  (Rchb.f.) Bicalho
- Sophronitis praestans  (Linden & Rchb.f.) Van den Berg & M.W.Chase

## Forma de vida
É uma espécie epífita e herbácea. 

## Descrição
Se diferencia de C. pumila pelas flores geralmente mais escuras, labelo sem cristas longitudinais, ocorrência em altitudes mais baixas, lobos laterais do labelo de sobrepondo assimetricamente por cima da coluna.  
| Caule                                                | Caule                                  |
| ---------------------------------------------------- | -------------------------------------- |
| planta                                               | rizomatosa                             |
| número de entrenós do rizoma                         | 1                                      |
| Folha                                                |                                        |
| número                                               | 1                                      |
| forma                                                | elíptico lanceolada                    |
| Inflorescência                                       |                                        |
| inflorescência em pseudobulbo diferenciado sem folha | não                                    |
| bráctea espataceo                                    | ausente                                |
| número de flores                                     | 1/2                                    |
| Flor                                                 |                                        |
| cor das pétalas e sépalas                            | lilás                                  |
| forma do labelo                                      | trilobado                              |
| cor do lobo mediano do labelo                        | purpúreo/com a extremidade mais clara  |
| cor dos lobos laterais do labelo                     | lilás/com a parte terminal mais escura |

## Conservação
A espécie faz parte da Lista Vermelha das espécies ameaçadas do estado do Espírito Santo, no sudeste do Brasil. A lista foi publicada em 13 de junho de 2005 por intermédio do decreto estadual nº 1.499-R. 

## Distribuição
A espécie é encontrada no estado brasileiro de Espírito Santo. 
Em termos ecológicos, é encontrada no domínio fitogeográfico de Mata Atlântica, em regiões com vegetação de floresta ombrófila pluvial.